# ديك هيلي
ديك هيلي هو سياسي أسترالي، ولد في 7 ديسمبر 1923 في بروكن هيل في أستراليا، وتوفي في 10 ديسمبر 2000 في سيدني في أستراليا. نشط حزبياً في الحزب الليبرالي الأسترالي. وقد انتخب عضو الجمعية التشريعية لنيو ساوث ويلز ‏.